# Пратачо (Пистоја)
Пратачо је насеље у Италији у округу Пистоја, региону Тоскана.
Према процени из 2011. у насељу је живело 144 становника. Насеље се налази на надморској висини од 877 м.